# Gai Lutaci Catul el Jove
Gai Lutaci Catul (en llatí: Caius Lutatius Catulus) va ser un magistrat romà del segle iii aC. Era probablement fill de Gai Lutaci Catul, i formava part de la gens Lutàcia, una gens romana d'origen plebeu.
Va ser elegit cònsol romà l'any 220 aC junt amb Luci Veturi Filó. Els dos cònsols van avançar cap als Alps i van sotmetre molts pobles i ciutats sense lluita, però els detalls de l'expedició no són coneguts.